# Piechowice Dolne
Piechowice Dolne je železniční zastávka v Evropě, na okraji města Piechowice v Dolnoslezském vojvodství v provincii Dolnośląskie v Polsku. Nachází se mezi stanicemi Piechowice a Jelenia Góra Sobieszów. Leží v nadmořské výšce 364 m n.m..

## Historie
Zastávka byla otevřena v roce 1891.

## Popis
Zastávka má jedno jednostranné nástupiště, které měří 145 metrů a jednu dopravní kolej. Je elektrizována napájecí soustavou 3 kV DC. Má dvě nepřístupné budovy a přístřešek proti povětrnostními vlivy s jízdním řádem.

## Doprava
Osobní vlaky zastávku obsluhují, zatím co rychlíky a vlaky vyšší kvality zastávku projíždějí.

## Cestující
V roce 2017 zastávka obsluhovala 10–19 cestujících denně.